# Дидойци
Дидойците (на цезки: дидо), наричани също цези, са етническа група в Дагестан, Русия.
Според преброяването от 2010 година те наброяват около 12 хиляди души, главно в Цунтински район и съседни части на Дагестан. Говорят цезки език, част от кавказкото семейство, и са предимно мюсюлмани сунити. Споменават се в исторически източници от Античността, а през 1859 година са подчинени от Руската империя. По време на Чеченската депортация през 1944 година дидойците са изселени от земите си в Чечня, при което между 50 и 70% от тях измират, но са върнати в Дагестан през 1957 година.